# Стадион Санкорп
Стадион Санкорп је стадион у Бризбејну, најнасељенијем граду државе Квинсленд, има три нивоа, а укупни капацитет је 52 500 места. Користи се за више спортова (фудбал, аустралијски фудбал, рагби 13, рагби 15...). На овом стадиону одиграно је финале светског првенства у рагбију 13 2008. На овом стадиону играју своје мечеве Квинсленд Редси, а неке мечеве и рагби репрезентација Аустралије. На овом стадиону већину тест мечева игра рагби 13 репрезентација Аустралије.